# Кролик
Кролик (Sylvilagus) — рід ссавців родини зайцеві (Leporidae) ряду зайцеподібні (Leporiformes) надряду гризуни.

## Систематика

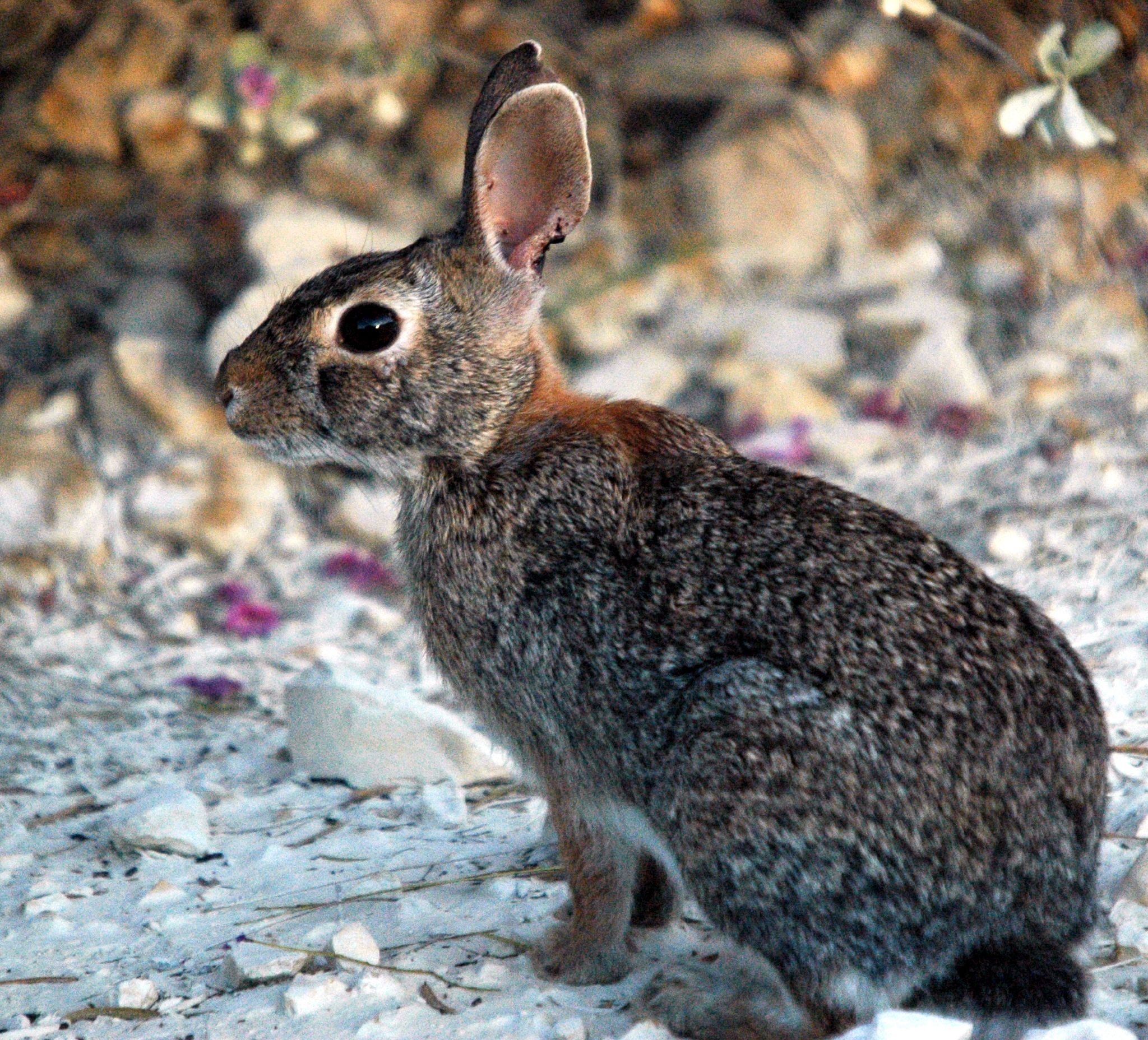
Sylvilagus aquaticus

Рід виокремлено зі складу роду Lepus (заєць). Типовий вид роду — Lepus sylvaticus Bachman, 1837 (= Lepus sylvaticus floridanus J. Allen, 1890 = Sylvilagus floridanus).

## Видовий склад
Найбагатший за видовим складом рід родини зайцевих. У складі роду — 16 видів, які поділяють на три підроди.
- підрід Sylvilagus
  - Sylvilagus audubonii — кролик пустельний (підвиди audubonii, arizonae, baileyi, confinis, goldmani, minor, warreni)
  - Sylvilagus cognatus
  - Sylvilagus cunicularius — кролик мексиканський (підвиди cunicularius, insolitus)
  - Sylvilagus floridanus — кролик флоридський (підвиди floridanus, alacer, chapmani, holzneri, mallurus, aztecus, connectens, hondurensis, macrocorpus, orizabae, yucatanicus, avius, cumanicus, margaritae, nigronuchalis, orinoci, purgatus, superciliaris)
  - Sylvilagus graysoni
  - Sylvilagus nuttallii (підвиди nuttallii, grangeri, pinetis)
  - Sylvilagus obscurus
  - Sylvilagus robustus
  - Sylvilagus transitionalis

- підрід Tapeti
  - Sylvilagus aquaticus — «кролик водяний» (підвиди aquaticus, littoralis)
  - Sylvilagus brasiliensis — кролик бразильський (підвиди brasiliensis, andinus, apollinaris, capsalis, caracasensis, chillae, chotanus, defilippi, fulvescens, gibsoni, inca, kelloggi, meridensis, minensis, paraguensis, peruanus, sanctaemartae, surdaster, tapetillus, gabbi, truei)
  - Sylvilagus dicei
  - Sylvilagus insonus
  - Sylvilagus palustris — кролик болотяний (підвиди palustris, hefneri, paludicola)
  - Sylvilagus varynaensis — кролик венесуельський

- підрід Microlagus
  - Sylvilagus bachmani (підвиди bachmani, cerrosensis, cinerascens, exiguus, howelli, ubericolor)
  - Sylvilagus mansuetus

## Механізм поїдання їжі
На відміну від гризунів, які зазвичай сидять на задніх лапах і тримають їжу передніми лапами коли їдять, кролики їдять навкарачки. Зазвичай кролики використовують лише свій ніс для того, щоб маніпулювати їжею, яку вони тримають прямо перед собою на землі передніми лапами. Кролик перевертає їжу носом, щоб знайти найчистішу частину зелені (без піску та неїстівних частин), з якої він може почати їсти. Кролик користується передніми лапами лише у випадку, коли їхня їжа, якась жива рослина, висить у них над головою. У цьому випадку вони підіймають лапи, щоб зігнути пагін і піднести їжу в межі досяжності.